# Доріан ван Рейссельберге
Доріан ван Рейссельберге  (нід. Dorian van Rijsselberghe, 24 листопада 1988) — нідерландський яхтсмен, дворазовий олімпійський чемпіон із віндсерфінгу, чемпіон та призер чемпіонатів світу, чемпіон Європи.

## Виступи на Олімпіадах
| Олімпіада   | Дисципліна  | Місце |
| ----------- | ----------- | ----- |
| Лондон 2012 | віндсерфінг | 1     |
| Ріо 2016    | віндсерфінг | 1     |